# Shanwei
Shànwěi (chinês: 汕尾) ou Swabue é uma prefeitura com nível de cidade na província de Cantão, perto de Hong Kong, na República Popular da China.